# Zwielicht (Eichendorff)

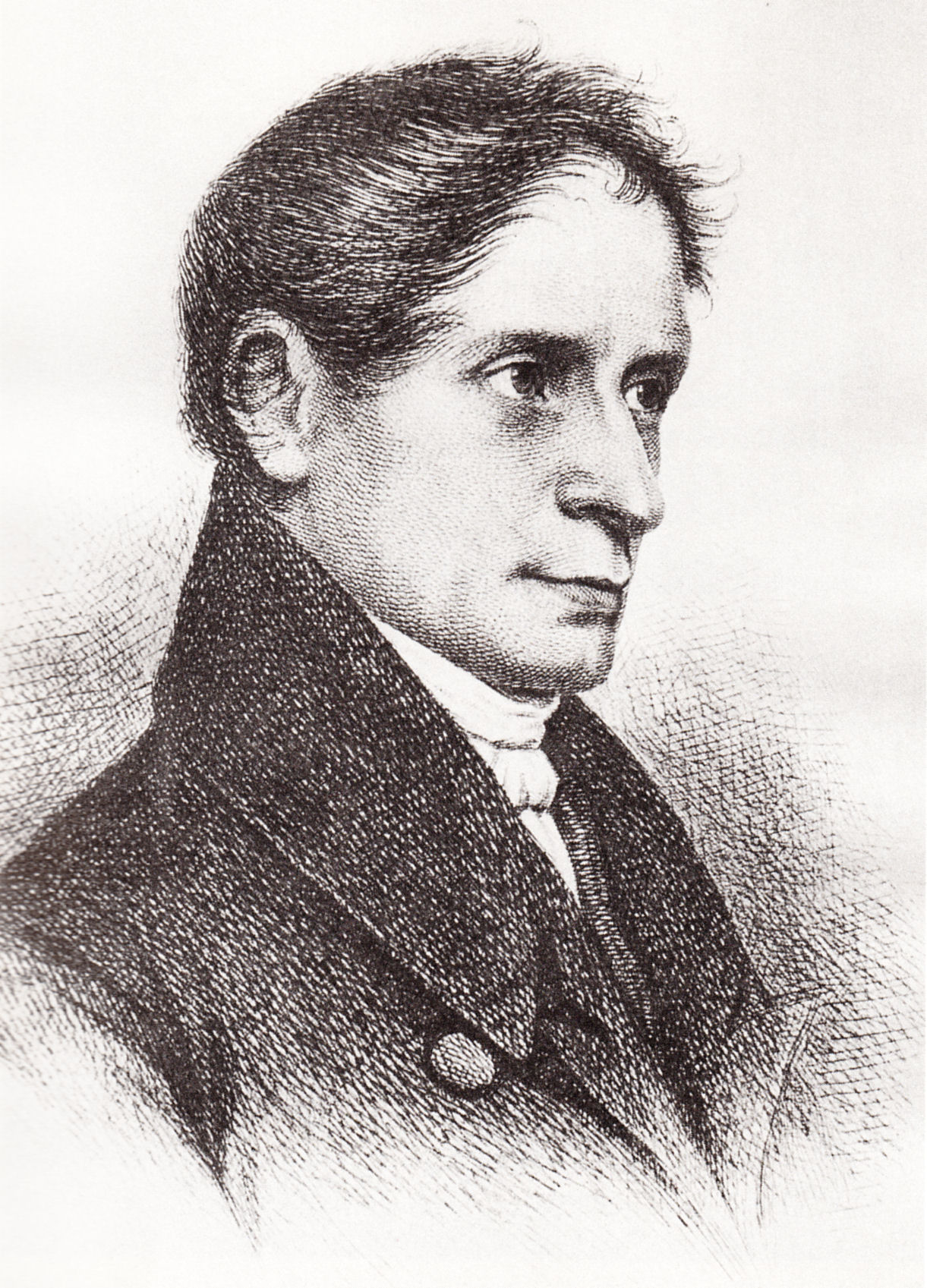
Joseph von Eichendorff

Zwielicht ist der Titel eines Gedichts von Joseph von Eichendorff. Es findet sich im 17. Kapitel seines Romans Ahnung und Gegenwart, der 1812 vollendet und 1815 veröffentlicht wurde. Die Überschrift „Zwielicht“ fügte Eichendorff erst 1837 in seiner ersten Gedichtsammlung hinzu.
Das Gedicht gehört zu Eichendorffs verstörenden und dunklen Werken. Es verwendet die unheimliche Mehrdeutigkeit der Abenddämmerung als Gleichnis für die Gefährdung der Liebe und die Unsicherheit einer Freundschaft.
In der Stunde des Übergangs vom Tag in die Nacht wächst die Angst vor einer nicht genau zu beschreibenden Bedrohung, die sich in der Natur widerspiegelt, zu Verlusten führen kann und Wachsamkeit verlangt.

## Aufbau und Inhalt
Das Gedicht umfasst vier Strophen mit je vier Versen, bei denen es sich um vierhebige Trochäen handelt.
Es ist dreiteilig gebaut, wobei die erste und vierte Strophe die beiden Mittelstrophen einrahmen.
Titel und erste Strophe bilden Einleitung und Motto, während die Binnenstrophen Situationen, Ängste und Erfahrungen beschreiben. Die letzte, fast erbaulich wirkende Strophe präsentiert quasi epigrammatisch ein Fazit.
Das Gedicht lautet:
Dämmrung will die Flügel spreiten,

Schaurig rühren sich die Bäume,

Wolken zieh’n wie schwere Träume –

Was will dieses Grau’n bedeuten?

Hast ein Reh du lieb vor andern,

Laß es nicht alleine grasen,

Jäger zieh’n im Wald’ und blasen,

Stimmen hin und wider wandern.

Hast du einen Freund hienieden,

Trau ihm nicht zu dieser Stunde,

Freundlich wohl mit Aug’ und Munde,

Sinnt er Krieg im tück’schen Frieden.

Was heut müde gehet unter,

Hebt sich morgen neu geboren.

Manches bleibt in Nacht verloren –

Hüte dich, bleib’ wach und munter!

## Deutungen

### Ängste in der Dämmerung

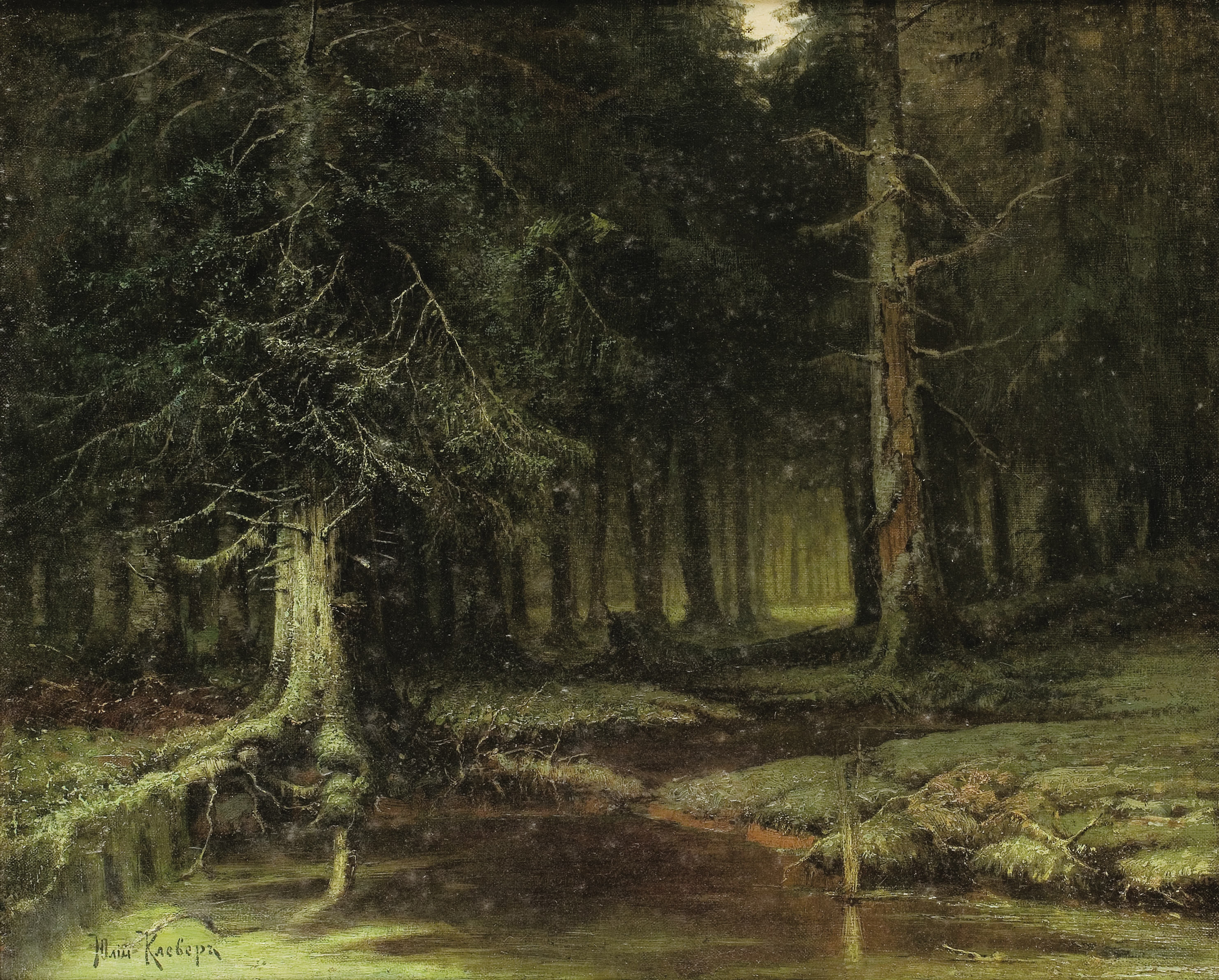
Wald in der Dämmerung, Gemälde von Julius von Klever

Zunächst malt Eichendorff die Stunde des baldigen Sonnenuntergangs, die ein Zwielicht erzeugt, in dem die Welt unheimlich und bedrohlich wirkt. Die Natur erscheint in düsteren Bildern, die Bäume rühren sich schaurig, der in ihren Zweigen spielende Wind erinnert an das Stöhnen unerlöster Geister und die Wolken, die wie schwere Träume vorüberziehen, sind Abbilder nächtlicher Ängste und Nachtalben.
In den Binnenstrophen zeigen sich zwei exemplarische Bedrohungen: Der geliebte Mensch, hier durch das zarte Reh symbolisiert, ist äußerst gefährdet, da „Jäger“ umherschleichen und Stimmen gespensterhaft „hin und wider wandern“. So wankt die Welt aus ihren Fugen, und im fahlen Licht des sich dem Ende neigenden Tages erscheint eine Freundschaft plötzlich nicht mehr verlässlich, als hätte der Mensch, den man lange zu kennen glaubt, sich auf einmal verändert und könnte unter der Maske der Freundlichkeit zum Angriff übergehen. In der Nacht, die der Dämmerung folgt, kann manches für immer verloren gehen und sich auch am kommenden Tag nicht mehr lebendig zeigen.
Vor dem Hintergrund des stärker versachlichten und nüchtern wirkenden Fazits der letzten Zeile, „wach und munter“ zu bleiben, kann das Werk auch anders gedeutet werden, indem die Bilder und Befürchtungen als Sinnestäuschung oder sogar Wahn erscheinen und demnach von der Außenwelt keine wirkliche Gefahr ausging: Im Zwielicht glaubte der Mensch sich von feindlichen Mächten umzingelt, während er einzig Opfer seiner eigenen Angst war. Er selbst hat sich in dunkler Gedankenwelt verloren und gleichsam entstellt. So lesen sich die Worte als Warnung oder Aufforderung, sich nicht ängstlichen Phantasien und düsteren Prophezeiungen hinzugeben und das Dunkle selbst in der Nacht zurückzulassen.

### Religiöse Gewissheit

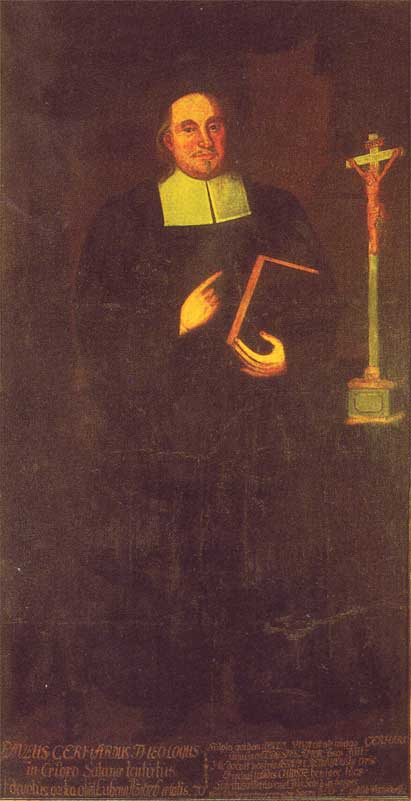
Paul Gerhardt, Öl auf Leinwand (um 1700), Paul-Gerhardt-Kirche (Lübben)

Die letzte Strophe formuliert bei „Was heut müde gehet unter, / Hebt sich morgen neu geboren“ eine religiös begründete Gewissheit, die vor allem im geistlichen Lied gängiger Topos ist und vielfältig besungen wird. So findet sich im evangelischen Gesangbuch die Aussage, dass die Gnade und große Treue Gottes jeden Morgen „frisch und neu“ sei, Dunkelheit und Gottesferne zeitlich begrenzt seien und dem Licht wichen.
Diese trostspendenden Worte finden sich in vielen geistlichen Liedern. In der ersten Strophe eines von Johann Georg Ebeling vertonten Kirchenliedes Paul Gerhardts heißt es: „Mein Haupt und Glieder, die lagen darnieder / Aber nun steh ich, bin munter und fröhlich / Schaue den Himmel mit meinem Gesicht.“ In der letzten Strophe lauten die Verse: „Kreuz und Elende, das nimmt ein Ende / Nach Meeresbrausen und Windessausen / Leuchtet der Sonne erwünschtes Gesicht.“
So wird deutlich, dass der letzte Vers einen religiösen Hintergrund hat.
Für das geistliche Lied ist die Sphäre der Nacht, in der sich „unreine Geister“ tummeln, vom Bösen erfüllt, eine trübe Sphäre, gegen die der Dichter Johann Rist die Worte setzte: „Werde munter, mein Gemüte“, die an Eichendorffs Zeilen in einem anderen Gedicht erinnern, das sich ebenfalls in dem Roman Ahnung und Gegenwart findet:

Hinaus, o Mensch, weit in die Welt,

Bangt dir das Herz in krankem Mut!

Nichts ist so trüb in Nacht gestellt,

Der Morgen leicht macht's wieder gut.

## Hintergrund
Eichendorffs Lyrik verfügt über einen schmalen Vorrat an Motiven und zeichnet sich mit ihrer Mischung aus wiederkehrenden lyrischen Formeln und symbolischen Elementen von magischer Kraft durch einen schwer zu fassenden und doch spezifischen Ton aus. Inhaltlich eignet ihr ein konservatives Element, der melancholische Wunsch, zu bewahren, aus der Erinnerung zu rufen, was in ferner Kindheit und verlorener Heimat liegt. Die ewig besungenen rauschenden Wälder, die schönen Bäume, die sich auf Träume reimen, die Berge und Täler, Felder und Wiesen, Flüsse und Bäche, die malerischen Landschaften, über denen sich der Sternenhimmel wölbt – diese Welt zeigt sich in einem überschaubaren Schatz an Bildern, der durch originelle metaphorische Wendungen und Chiffren ergänzt wird.

### Erinnerung
Ein Großteil seiner Lyrik, deren Bilder nach revolutionären Umwälzungen geschichtlich bereits gefährdet und „fragwürdig“ sind, ist wesentlich Erinnerungsdichtung. Heimweh und Erinnerung sind die gleichsam musikalischen Elemente seiner Formelsprache, welche die Motive schmerzhafter Trennung und glücklichen Wiederfindens begleiten. Häufig erklingt das Zauberlied von der „alten schönen Zeit“, die im Gedicht beschworen wird, um sich, im wohligen Gefühl der Geborgenheit, an die Liebe und die vertraute Umgebung zu erinnern.
Der Versuch, ästhetisch wiederzugewinnen, was in der Realität verloren ging, ist ebenso augenfällig wie die stets gefühlte Trennungserfahrung des Menschen von der Natur. Die in der Wirklichkeit verlorenen Güter der Familie sind ein Teil des biographischen Hintergrundes, aus dem diese Sprache kommt.
Der Blick geht zurück in die Kindheit, die verlorene Heimat und Landschaft, die frühere, in der Zeit versunkene Geselligkeit. Indem er nicht blind für die Gegenwart macht, sondern das Bewusstsein für das Vergangene schärft, kann er sich gewisser Wertungen nicht entschlagen. Es gilt nicht, das Frühere zu überwinden, sondern es zu besingen. Es ist meist das Bessere, das schon gelebte Leben ist intensiver als das jetzige Dasein.
So halten die Gedichte den Abglanz des für immer Verlorenen fest, das umso mächtiger wird, je tiefer es im Meer der Zeit versunken ist.

### Einsamkeit
Der ständige Rückblick schärft den Geist nicht nur für das vor langer Zeit Verlassene, sondern macht seine Verse zur Einsamkeitslyrik. Es sind nicht mehrere Menschen, die sich erinnern, sondern ein einsames Ich, das aus einer schöneren Zeit herausgefallen ist wie ein junger Vogel aus dem Nest. So kommen die Erinnerungen nicht am Tage, sondern nachts. Die Nacht ist für ihn nicht mehr – wie noch bei dem Frühromantiker Novalis, den er schätzte – das Traumreich, das für das eigentliche Leben und ein besonderes, vertieftes Dasein steht (Hymnen an die Nacht), sondern die Zeit melancholischer Erkenntnis über den Verlust, der einsam macht.

## Rezeption

### Vertonung von Robert Schumann

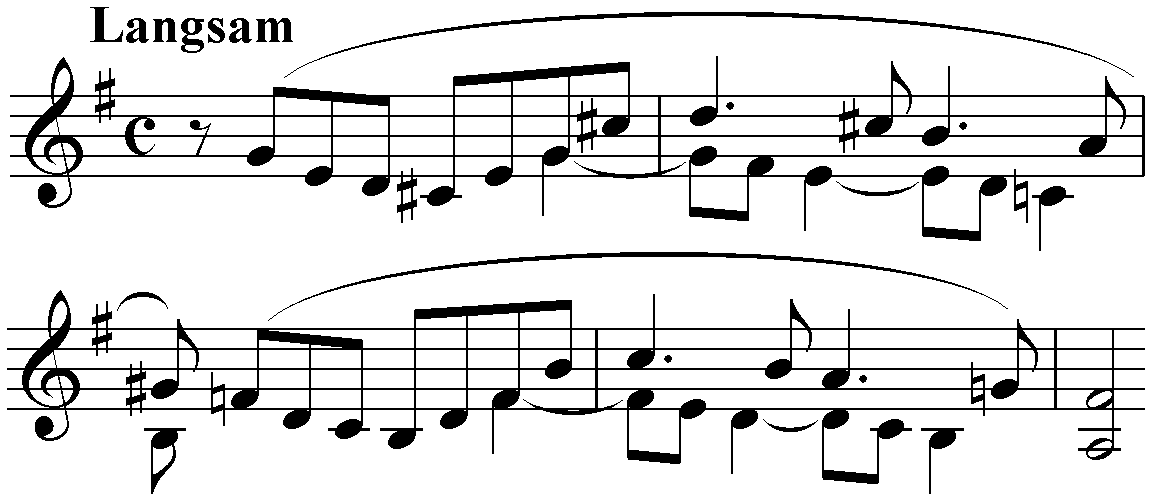
Harmonische Mehrdeutigkeit in Schumanns Vertonung des Gedichts Zwielicht

Die Vertonung durch Robert Schumann als zehntes Stück (e-Moll) seines Liederkreises von 1840 unterstreicht den düsteren Charakter der Verse und gilt als ein bedeutendes romantisches Lied.
Schumann stellte die Ambivalenz der Dämmerung, die mit der Gefährdung der Liebe und dem trügerischen Schein einer Freundschaft einhergeht, bereits im ersten Takt als harmonische Mehrdeutigkeit dar, indem die Tonachse G in beiden Richtungen bis zum Cis im Oktavenabstand umkreist wird. Die zu Beginn jeder Strophe in der Gesangsstimme wiederkehrenden Tritoni  geben dem Stück seinen charakteristischen bedrohlichen Klang. Die beiden auch bei Eichendorff herausstechenden Verse „Was will dieses Grau’n bedeuten?“ und „Hüte dich, sei wach und munter!“ hebt Schumann rezitativisch hervor.
Zudem wird durch die Bitonalität in Gesangsstimme (E-Dur) und Klavierbegleitung (cis-Moll) am Ende der dritten Strophe der angesprochene „tück’sche Frieden“ vertont. Somit wird das Motiv des Zwielichtigen in allen Strophen auf verschiedenste Weise hervorgehoben. Ein weiteres Novum der düsteren Komposition ist das dichte polyphone Geflecht des Satzes, das sich erst in der vierten Strophe durch die Vertikalisierung der Stimmen auflöst.
Für viele Interpreten sind die Verse nicht mehr von der Vertonung durch Robert Schumann zu trennen. So gesteht auch Eckart Kleßmann, es sei ihm unmöglich, die Verse zu lesen, ohne die polyphone, an Johann Sebastian Bach erinnernde Musik Schumanns im Ohr zu haben.

### Thomas Mann
Auch Thomas Mann stellte die Verbindung her. Auf eine Rundfrage nach dem Lieblingsgedicht erklärte er zunächst, es sei unmöglich, aus der weiten und überreichen Welt deutscher Lyrik ein einziges Gedicht anzugeben, da zu viel von den jeweiligen Lebensumständen und der Stimmung abhänge. Nach einigen Worten über das schöne Lied Mondnacht erwähnte er das Zwielicht. Er würde es vielleicht „nicht so lieben, wenn Schumann es nicht so unglaublich genial vertont hätte“.

### Theodor W. Adorno

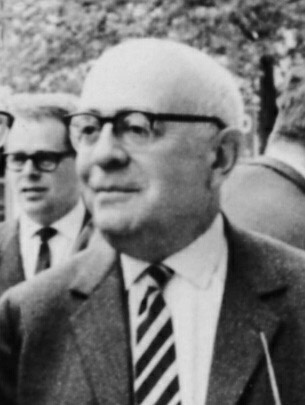
Theodor W. Adorno (1964)

Für Theodor W. Adorno ist Zwielicht eines der größten Gedichte Eichendorffs, der für ihn „kein Dichter der Heimat, sondern des Heimwehs“ ist. In seinem Essay Zum Gedächtnis Eichendorffs weist er auf den affirmativen Tonfall hin, der dem Dunklen entrungen sei und spricht von einem „Entschluß zur Munterkeit“, der sich mit seltsam paradoxer Gewalt am Ende des Werkes bekunde.
In seiner „Lektüre gegen den Strich“ untersucht er die Elemente bei Eichendorff, die den gängigen Vorstellungen subjektivistischer Romantik zuwiderlaufen. Er spricht von der „Suspension des Ichs“; das bekannte Schema von Erlebnis und Dichtung würde auf die Werke Eichendorffs eigentlich nicht passen. Seine Selbstentäußerung trenne ihn von Dichtern der gegenständlichen Anschauung und „sinnlichdichten Erfahrung“ wie etwa Johann Wolfgang von Goethe und Eduard Mörike.
Die Hingabe und romantische Todessehnsucht, die in Eichendorffs Lyrik zu erkennen sind, deuten für Adorno auf die Gabe, loslassen zu können und wenden sich gegen die „Herrschaft des Ichs über die Seele“. So gelangen die Verse über das Zwielicht für Adorno an eine äußerste Grenze. In dem Roman Ahnung und Gegenwart, wo sie in einem Moment der Eifersucht, in dem Friedrich seine Braut Rosa an den Prinzen verlieren wird, mit der Handlung verflochten sind, wahren sie eine gewisse „Oberflächen-Verständlichkeit“. Das Gedicht, isoliert betrachtet, zeige indes die bis zum Wahnsinn gehende „Selbstentfremdung des Ichs“. Diese Tendenz zeigt sich für Adorno in der „schizoiden Mahnung“, das liebe Reh nicht allein grasen zu lassen, und in der „Verfolgungsphantasie des Abgeschiedenen, die ihm den Freund in den Feind verhext“.